# موزه ملی علم و فناوری سوئد
موزه ملی علم و تکنولوژی سوئد (به سوئدی: Tekniska museet) یک موزه سوئدی در استکهلم است.

این موزه بزرگترین موزه تکنولوژی در سوئد است که سالانه ۳۵۰٫۰۰۰ بازدیدکننده از آن بازدید می کتتد.آثار درون موزه شامل بیش از ۵۰٬۰۰۰ اشیاء و مصنوعات ۶۲۰٬۰۰۰ تصویر و ۵۰٬۰۰۰ کتاب بوده و دارای ۶۰۰ متر قفسه برای بایگانی اطلاعات و اسناد می باشد.

## نگارخانه

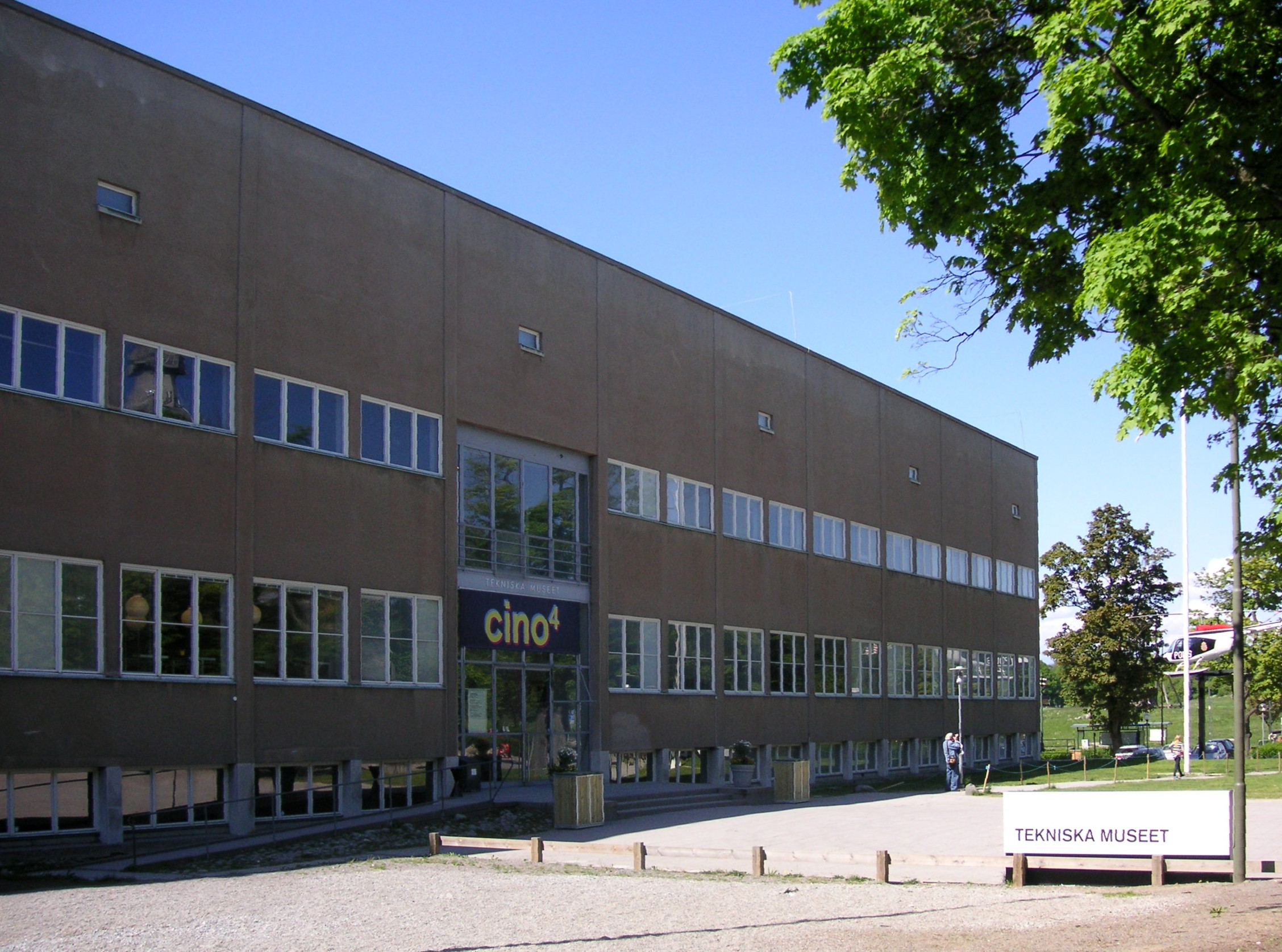
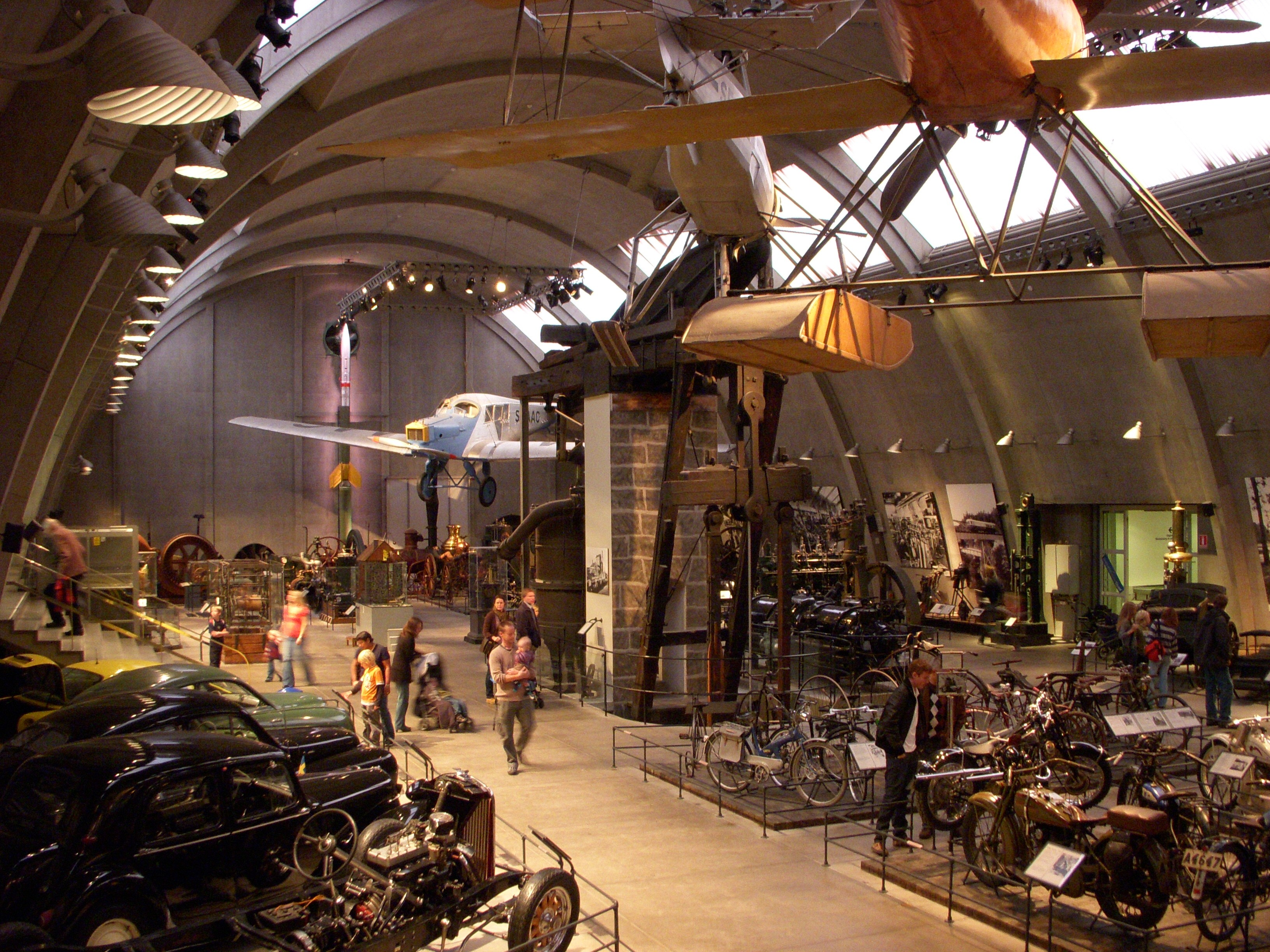
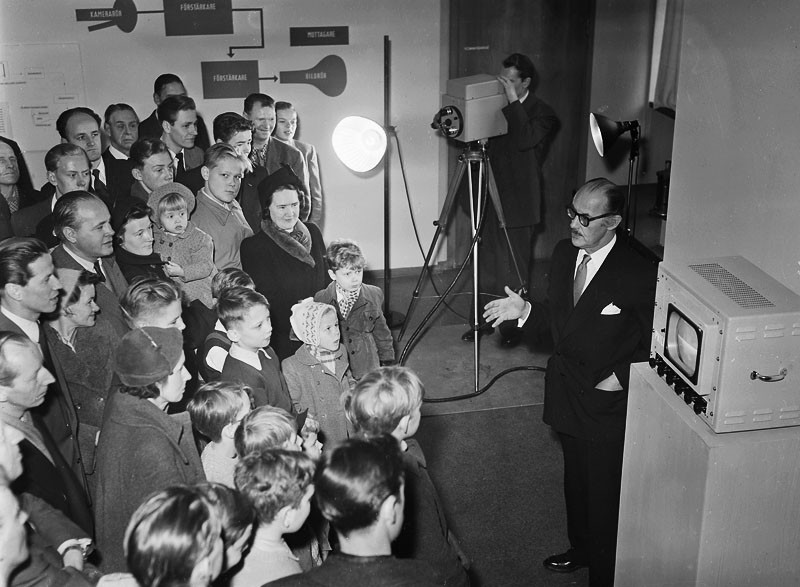
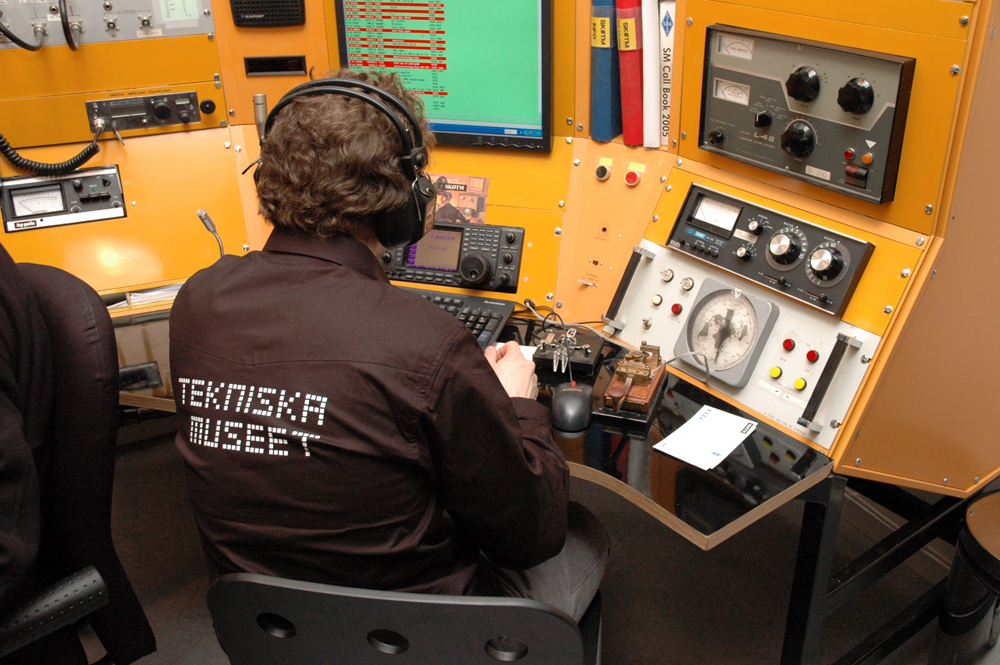